# فرودگاه شهرستان آلتونا-بلایر
فرودگاه شهرستان آلتونا-بلایر (به انگلیسی: Altoona-Blair County Airport) یک فرودگاه همگانی بهره‌برداری هوایی با کد یاتا AOO است که یک باند فرود آسفالت دارد و طول باند آن ۱۶۶۶ متر است. این فرودگاه در شهر آلتونا، پنسیلوانیا کشور ایالات متحده آمریکا قرار دارد و در ارتفاع ۴۵۸ متری از سطح دریا واقع شده است.